# Petalidium aromaticum
Petalidium aromaticum är en akantusväxtart som beskrevs av Anna Amelia Obermeyer. Petalidium aromaticum ingår i släktet Petalidium och familjen akantusväxter. Inga underarter finns listade i Catalogue of Life.